# Maria Jespersen
Maria Jespersen (født 3. december 1991 i Hornbæk) er en dansk tennisspiller, der repræsenterer Gentofte Tennisklub og Danmarks Fed Cup-hold.

## Historie
Jespersen er syv gange danmarksmester i mixdouble, hvor første gang var i 2010. Hun debuterede på ITF Women's Circuit i 2006, da hun spillede én kamp i både single og double ved en turnering i Birkerød. Hun stoppede i 2014 med at deltage internationale turneringer. Derefter fungerede hun som træner i Gentofte Tennisklub, ligesom hun spillede klubkampe for klubben. Sammen med Gentofte TK har hun vundet guld 5 gange ved DM for Hold. 
I marts 2018 gjorde hun internationalt comeback, da hun sammen med kusine Emilie Francati som doublemakker, deltog i en turnering på Kreta. Parret endte med at vinde turneringen, og ugen efter vandt de igen en international turnering.

### Matchfixing
I juli 2014 blev Maria Jespersen udsat for et forsøg på matchfixing. Det skete ved den danske 10.000 dollar tennisturnering Copenhagen Combined. Dagen før ottendedelsfinalen mod danske Karen Barbat, blev hun tilbudt 4.000 euro for at tabe ét sæt i kampen. Jespersen indrapporterede episoden til turneringens tyske overdommer.